# Якуб, Септар Мехмет
Септар Мехмет Якуб (крымскотат. Septar Mehmet Yakub, рум. Septar Mehmet Iacub; 1904—1991) — румынский крымскотатарский юрист, философ, глава татарской общины Румынии и верховный муфтий Румынии, один из сторонников мирного сосуществования христиан и мусульман Румынии.

## Биография
Родился в 1904 году в местечке Азаплар (ныне коммуна Комана жудеца Констанца), где проживали множество крымских татар. Окончил Бухарестский университет по специальности «право», работал в адвокатской ассоциации Констанцы. Во время Второй мировой войны отказался эмигрировать в Турцию. Служил с 31 декабря 1947 до конца 1990 года верховным муфтием Социалистической Республики Румынии (предшественник — Рифат Митат, преемник — Ибрагим Аблаким). Якуб находился под секретным наблюдением Секуритате во время операции «Султан» по подозрению в антисоветских высказываниях и попытке создания антикоммунистической «Всемирной мусульманской организации мира» в 1950 году.
При Николае Чаушеску он избирался в Великое национальное собрание Румынии. Друзьями Мехмеда Якуба были патриархи Румынской православной церкви Юстиниан и Феоктист, а также верховный раввин Румынии Мосес Розен. Якуб был одним из важнейших представителей Румынии на международной арене: именно он считался де-факто послом Румынии в арабских и мусульманских странах. Поддерживал мирное сосуществование христиан и мусульман в мире, призывал к мирному разрешению арабо-израильского конфликта. В 1990 году редакция журнала «Renkler» в Бухаресте во главе с Тахсином Джемилем попыталась создать татарское движение на основе культурной и языковой общности. Мехмет Якуб раскритиковал эту идею и создал аналогичное движение «Единство в разнообразии» (крымскотат. Tek niyet, mútenevviyet).
Его супругой была женщина по имени Зейнеб, в браке родилась дочь Саадет. Якуб скончался в 1991 году в Констанце и был похоронен со своей женой на Центральном мусульманском кладбище Констанцы.